# Christian Gottlieb Haubold

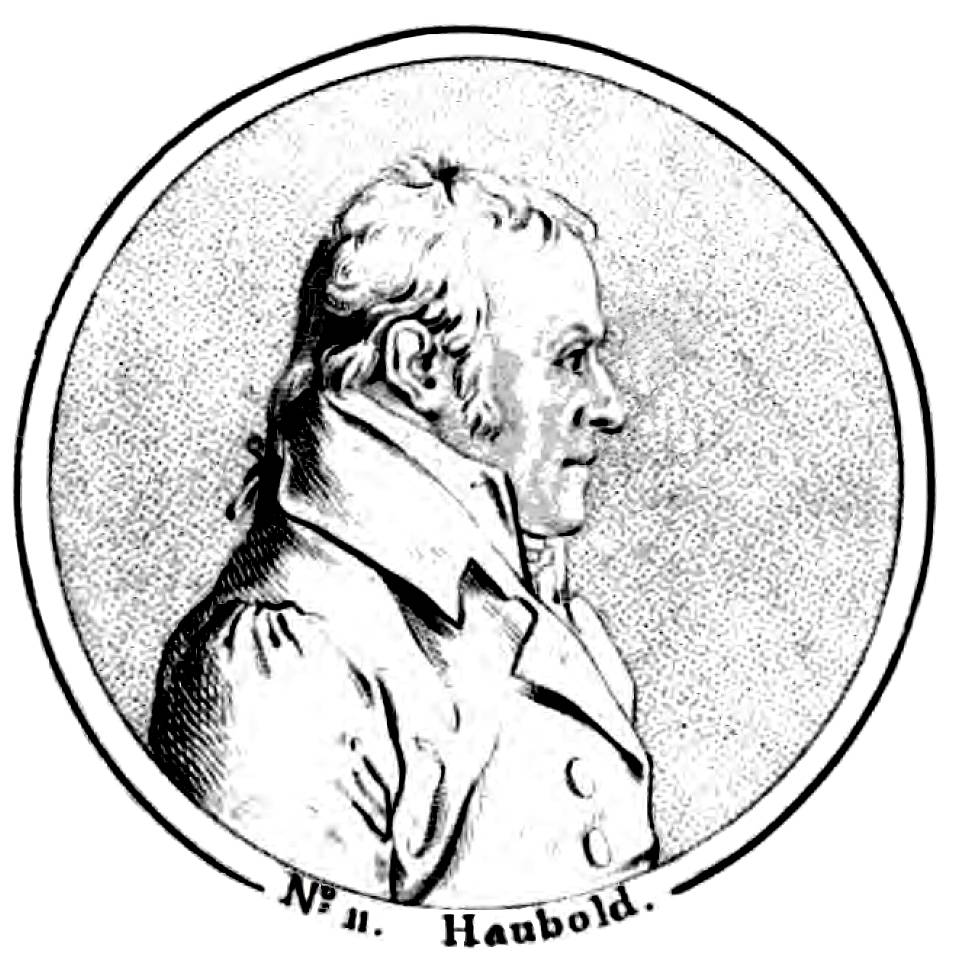
Christian Gottlieb Haubold.

Christian Gottlieb Haubold, född 4 november 1766 i Dresden, död 14 mars 1824 i Leipzig, var en tysk jurist.
Haubold blev 1789 extra ordinarie och 1796 ordinarie professor vid Leipzigs universitet. Han blev delvis under inflytande från Gustav von Hugo en av de första förkämparna för den historiska skolans principer och ägnade sin uppmärksamhet särskilt åt den sachsiska rätten och dess historia. 
Bland Haubolds arbeten kan nämnas Manuale Basilicorum (1819), Lehrbuch des sächsischen Privatrechts (1820, tredje upplagan 1847) och ett antal akademiska tal och avhandlingar i romersk rätt, efter hans död utgivna under titeln Opuscula academica (1826 ff.).